# Эргаш-курбаши
Эргаш (или Катта Эргаш — Большой Эргаш) (1882—1921) — Кокандский мулла, авторитетный полевой командир басмачей в Ферганской долине в 1918—1921 годах.

## Биография
Родился в 1882 году в селе Бачкир в Коканде. Был одним из самых авторитетных полевых командиров басмачей — в Ферганской области (1918—1921) и амиром уль Муслимом. В течение трех лет он воевал против советской власти в Ферганской долине. Был убит в январе 1921 года Красной Армией в Ханабаде.
12 февраля 1918 года осуществил неудачное нападение на Кокандскую крепость.
Среди ферганских моджахедов было два лидера по имени Эргаш. Первый Эргаш (Кичик Эргаш — Маленький Эргаш) был убит в битве при Бачкире в 1918 году. Второй Эргаш служил в Коканде в качестве религиозного священнослужителя и проповедовал 25 тысячам прихожан во время пятничных молитв. Известен как мулла Эргаш. Мулла Эргаш принял участие в осаде Коканда и бежал в Бачкир. После смерти Малого Эргаша (февраль 1918 г.) мулла Эргаш сформировал новую группу антисоветского сопротивления. Весной 1918 года все ферганские лидеры признали его Амиром уль Муслимом и он стал популярен среди народа. Весной и осенью 1918 года Эргаш выиграл все сражения с Красной Армией в Наманганском и Кокандском районах. Эргашбек и Мадаминбек будут бороться за лидерство моджахедов, а Эргаш будет побежден. В результате в конце 1918 и в начале 1919 года моджахедов Ферганы возглавлял Мадаминбек. В одном из сражений против красных Эргаш был ранен и не участвовал в больших битвах до 1921 года.
Он был убит в том же году Красной Армией в своей резиденции. Некоторые источники указывают эту дату, как 1919 или 1920.